# 利源東街
利源東街（英語：Li Yuen Street East）是香港港島中環的一條街道。該條街道狹窄，兩旁為高樓大廈，不能行車，北面出口為德輔道中電車路，南面則為皇后大道中。路之兩旁有自1950年代出現的小販攤檔，零售女人日用品、服裝等為主，有「中區女人街」之稱。
利源東街與鄰近的利源西街被合稱為「利源東西街」。

## 歷史
利源東街是香港首條以華人名字取名的街道。19世紀末，中區一帶進行填海，台山一富商李煜堂金利源獲得利源東街範圍一幅土地，在建樓的同時將附近的街道以自己的名字起名，街道於1894年落成。當日建成的樓宇高4層，並以商住混合的模式發展。金利源後來欲興建利源西街，卻因財力不及，至1906年才覓得另一富商李乃普支持而建成。
利源東街於20世紀初曾是幾家報館的所在地，包括《成報》總部的舊址，因而有「報紙街」之稱。1950年代起，街道開始轉為售賣布疋、皮革及舶來品等的攤檔，後來則逐漸改為售賣日用品、手錶、手袋及服裝等。

## 交通
港鐵
- █  荃灣綫、 █  港島綫：中環站C出口

## 鄰近
- 利源西街
- 昭隆街
- 皇后大道中
- 德輔道中
- 卡佛大廈
- 龍子行
- 富邦銀行大廈
- 景福大廈

## 外部連結
- 利源東街地圖 （页面存档备份，存于）
- 2007年4月25日旁晚，利源東街出現地陷
- 文匯報: 4月25日利源東街路陷事件 （页面存档备份，存于）